# Beate Weber
Beate Weber, née le 12 décembre 1943 à Reichenberg (aujourd'hui Liberec), est une femme politique allemande

## Biographie
Après ses études à l'université de Heidelberg, elle y travaille comme professeur jusqu’en 1979.
De 1975 à 1985, elle est membre du Conseil de la Ville de Heidelberg pour le parti social-démocrate allemand (SPD). 
De 1979 à 1990, elle est députée européenne. Dans cette fonction, elle préside la Commission de l’Environnement, la santé publique et la protection du consommateur de 1984 à 1989.
En 1990, elle est élue maire de la ville de Heidelberg, reconduite dans cette fonction pour un second mandat en 1998. Elle est la première femme à être élue maire dans le Land de Bade-Wurtemberg. En 2006, elle ne se représente pas. Son successeur est Eckart Würzner. 